# ゲット・トゥゲザー (1964年の曲)
「ゲット・トゥゲザー」（英語: “Get Together”）は、シンガーソングライターのチェット・パワーズが作詞・作曲した楽曲。“Let’s Get Together”と表記されることもある。1960年代から1970年代初めにかけて多くのアーティストの間で歌い継がれ、ヤングブラッズのカバー・バージョンが最もよく知られている。

## オリジナル
パワーズは、ディノ・ヴァレンティ（Dino Valenti）という芸名でロサンゼルスを根城に活動していた時期に本曲を書いて1964年1月に録音した。しかし本音源は未発表のままにお蔵入りし、30年以上たった1996年、コンピレーション・アルバム Someone to Love — The Birth of the San Francisco Sound に収録されて日の目を見た。
パワーズは1964年からクイックシルヴァー・メッセンジャー・サーヴィスに再加入する1969年までに麻薬違反で二度検挙され、その保釈金や経費を捻出する為に、本曲を含めた数曲の著作権をキングストン・トリオのマネージャーだったフランク・ウァーバーに売却した。従って本曲のオリジナルは、キングストン・トリオが1964年6月に発表したライブ・アルバム Back in Town に収録されたものであるとされる。

## ヤングブラッズのバージョン
ヤングブラッズは1967年1月発売のデビュー・アルバム『ザ・ヤングブラッズ』で本曲をカバーし、同年7月にシングル・カットした。このシングルは9月2日付の《ビルボード》Hot 100で62位、《ビルボード》イージー・リスニング・チャートで37位を記録した。
その後、キリスト教徒・ユダヤ教徒全国会議 が行ったラジオの公共広告に使われたことから注目を集め、1969年6月に再発売された。その結果、9月6日から9月13日にかけて2週連続で《ビルボード》Hot 100の5位を記録し、《ビルボード》の1969年の年間チャートの16位になって、ゴールド・ディスクに輝いた。
1971年発表のライブ・アルバム『ライド・ザ・ウィンド』にライブ・バージョンが収められている。
また、『パープル・ヘイズ／紫のけむり』（1982年）、『フォレスト・ガンプ/一期一会』（1994年）、『ラスベガスをやっつけろ』（1998年）、『月のひつじ』（2000年）、『ライディング・ザ・ブレット』（2004年）、『キャッツ & ドッグス 地球最大の肉球大戦争』（2010年）などの映画で使用された。

## その他のバージョン
| アーティスト名                 | 発表年 | 収録アルバム等                                                |
| ------------------------------ | ------ | ------------------------------------------------------------- |
| チャド・ミッチェル・トリオ     | 1965年 | That's the Way It's Gonna Be                                  |
| ウィ・ファイヴ                 | 1965年 | - シングル。全米31位を記録。 - 『メイク・サムワン・ハッピー』 |
| ジェファーソン・エアプレイン   | 1966年 | 『ジェファーソン・エアプレイン・テイクス・オフ』              |
| ジュディ・コリンズ             | 1966年 | ニューポート・フォーク・フェスティヴァルで披露。              |
| H. P. ラブクラフト             | 1967年 | 『H.P.ラヴクラフト』                                          |
| ザ・サンシャイン・カンパニー   | 1968年 | - シングル。 - Sunshine & Shadows                             |
| ザ・ステイプル・シンガーズ     | 1968年 | What the World Needs Now Is Love                              |
| ザ・ストーン・ポニーズ         | 1968年 | 『ストーン・ポニーズ&フレンズVol.3』                          |
| カーペンターズ                 | 1969年 | 『涙の乗車券』                                                |
| スミス                         | 1969年 | 『スミス・ファースト（A Group Called Smith）』                |
| ジョニ・ミッチェル             | 1969年 | この年に行ったコンサートでミッチェルは数多く披露。            |
| ブラザース・フォア             | 1969年 | 『レッツ・ゲット・トゥギャザー』                              |
| ボニー・ドブソン               | 1969年 | 『朝の露（Bonnie Dobson）』                                   |
| アソシエイション               | 1970年 | 『ライヴ』                                                    |
| アン・マレー                   | 1970年 | 『蜜と小麦と笑い声』                                          |
| スキータ・デイヴィス           | 1970年 | A Place in the Country                                        |
| デイヴ・クラーク・ファイヴ     | 1970年 | シングル                                                      |
| ラリー・サントス               | 1970年 | Mornin’ Sun                                                   |
| ルイ・アームストロング         | 1970年 | 『サッチモ、カントリーを歌う』                                |
| レイ・スティーブンス           | 1970年 | Everything Is Beautiful                                       |
| ノエル・ポール・ストゥーキー   | 1973年 | 『カーネギー・ホール・コンサート（One Night Stand）』         |
| ブレッド&バター                | 1974年 | 『バーベキュー』                                              |
| インディゴ・ガールズ           | 1989年 | 『ストレンジ・ファイアー』の米国盤                            |
| ビッグ・マウンテン             | 1996年 | 『レジスタンス』                                              |
| ジェフリー・フォスケット       | 2000年 | 『トゥエルヴ・アンド・トゥエルヴ』の日本盤ボーナストラック    |
| デヴィッド・クロスビー         | 2001年 | 『プリフライト』の再発2枚組 The Preflyte Sessions             |
| フェアポート・コンヴェンション | 2002年 | Fairport Unconventional（1967年録音BBC音源）                  |
| ウィルソン・フィリップス       | 2004年 | 『カリフォルニア (ウィルソン・フィリップスのアルバム)』       |
| リズ・ライト                   | 2005年 | 『ドリーミング・ワイド・アウェイク』                          |
| アン・ウィルソン               | 2007年 | 『ホープ&グローリー』                                         |

## 参考資料
- ハーディ, フィル、ラング, デイヴ 著、三井徹 訳『ロック・エンサイクロペディア 1950s – 1970s』みすず書房、2009年11月25日。ISBN 978-4-622-07344-4。